# Triad Islands
Die Triad Islands (von englisch triad ‚Dreiklang, Dreiergruppe, Triade‘) sind eine Gruppe aus drei kleinen Inseln vor der Graham-Küste des Grahamlands auf der Antarktischen Halbinsel. Sie liegen 2,5 km östlich der Chavez-Insel.
Teilnehmer der British Graham Land Expedition (1934–1937) unter der Leitung des britischen Polarforschers John Rymill kartierten sie erstmals. Das UK Antarctic Place-Names Committee benannte sie 1959 deskriptiv.